# Prodasineura delicatula
Prodasineura delicatula är en trollsländeart som först beskrevs av Maurits Anne Lieftinck 1930.  Prodasineura delicatula ingår i släktet Prodasineura och familjen Protoneuridae. Inga underarter finns listade i Catalogue of Life.